# أولدسمار
اولدسمار (بالإنجليزية: Oldsmar) هي مدينة أمريكية تقع في ولاية فلوريدا. تبلغ مساحة هذه المدينة 25 (كم²)،ويبلغ عدد سكانها 13591 نسمة حسب إحصاء سنة 2010 م 13591.تشير إحصاءات سنة 2000م بأن الكثافة السكانية في هذه المدينة تقدر بـ(auto) نسمة/كم2 